# Christian Lassure
Cet article possède un paronyme, voir Lasure.
Christian Lassure (né en 1945) est un professeur d'anglais et archéologue français, spécialiste de l'architecture vernaculaire.

## Biographie
Né le 5 février 1945, Christian Lassure est agrégé d'anglais, licencié en archéologie, et diplômé d'études approfondies en ethnologie. Il a enseigné l'anglais en classes préparatoires et en BTS au lycée Jules-Ferry de Versailles.
Les fouilles dévoilant des bâtiments en pierre sèche l'amènent à s'intéresser aux constructions plus récentes utilisant cette technique.
Il est spécialiste de la pierre sèche,, à laquelle il a consacré plusieurs ouvrages et recherches. Il a créé le Centre d'études et de recherches sur l'architecture vernaculaire
, et dirigé plusieurs revues, dont L'Architecture vernaculaire et Études et recherches sur Saint-Amand-les-Eaux et sa région.

## Livres
Anglais de spécialité
- Tech. L'anglais des articles de presse et des documents techniques, Paris, Ellipses, 1990, 320 p.  (BNF 35306393).
- Tech vocabulary. Vocabulaire anglais-français de la haute technologie, Paris, Ellipses, 1991, 224 p. (BNF 35521272).
- avec Michael Grant, L'anglais au BTS d'informatique industrielle, 1 0 ans de sujets corrigés, Ellipses, 1994, 224 p. (NB : au lieu de 10 = dix, l'éditeur a fait figurer les symboles 1 et 0 du code binaire)
- L'Anglais de la technologie et de l'industrie, Paris, Ellipses, 1998 (BNF 36975840).
- L'anglais de la technologie et de l'industrie, vol. 1 - Grammaire et vocabulaire, et vol. 2 - Exercices corrigés, Paris, Ellipses, 1999, 320 p. et 400 p. (BNF 36975840).
- avec Michael Grant, Dictionnaire anglais-français pour l'informaticien et l'internaute, Paris, Ellipses, 2002 (BNF 38949863), 336 p.
- Les mots de l'architecture vernaculaire. Dictionnaire français-anglais de l’architecture vernaculaire / The Words of Vernacular Architecture, A French-English Dictionary of Vernacular Architecture, supplément No 6 à la revue L'Architecture vernaculaire, CERAV (Paris),  2007, 112 p.
- avec Florent Gusdorf, E-words. Le vocabulaire des nouvelles technologies, Paris, Ellipses, 2008 (BNF 41282811), 474 p.
- (en) English-French Dictionary for the Maintenance Professional, série English For Techies, no 1, CERAV (Paris), 2008, 338 p.

Architecture rurale
- Cabanes en pierre sèche de la France (photogr. Dominique Repérant), Aix-en-Provence, Édisud, 2004 (BNF 39269072).
- La Pierre sèche, mode d'emploi, Paris, Eyrolles, 2008 (BNF 41236473) (rééditions en 2012, 2014 et 2016).

## Ouvrages collectifs
- avec Jean-Michel Lassure, Une batterie de silos médiévaux à Saint-Michel-du-Touch (commune de Toulouse, Haute-Garonne), Les techniques de conservation des grains à long terme. Leur rôle dans la dynamique des systèmes de cultures et des sociétés (sous la direction de Marceau Gast et François Sigaut, avec la collaboration de Mme Ariane Bruneton-Governatori), Éditions du CNRS, 1981, volume II, pp. 124-146.
- Les Mots de la Maison, Eyrolles, 1995 (traduction en anglais des termes faisant l'objet d'une rubrique)
- The Encyclopedia Of Vernacular Architecture Of The World, Edited by Paul Oliver, Cambridge University Press, 1997
- What's What, Dictionnaire culturel du monde anglophone, ss la dir. de Gérard Hocmard, Ellipes, 2002, 698 p.
- L’observation des maisons anciennes dans le Val-d’Oise, la Seine-Saint-Denis et la Seine-et-Marne dans les années 1980 : de quelques fermes de charpente visibles en pignon, dans Archéologie de la maison vernaculaire, ouvrage collectif sous la direction de Jean-Yves Dufour, Éditions Mergoil, 2020, 520 p.

## Articles
- Problèmes d'identification et de datation d'un hameau en pierre sèche : le « village des bories » à Gordes (Vaucluse). Premiers résultats d'enquête, L'architecture rurale, t. 3, 1979.
- avec Nicole Gauthier, Plaidoyer pour l’architecture vernaculaire et sa conservation, Pourquoi ? La revue de la Ligue française de l'enseignement et de l'éducation permanente, No 161, janvier 1981, pp. 14-25.
- L'évolution des techniques de la construction à sec dans l'habitat en Languedoc du Néolithique à la période contemporaine, Bulletin de la Fédération archéologique de l'Hérault, 1982, fasc. 2, pp. 1-5.
- « Les Cabanes » à Gordes (Vaucluse) : architecture et édification »,L'architecture vernaculaire rurale, supplément No 2, 1980.
- avec Claude Gendre, Couvertures de lauses et systèmes porteurs (XVIIe – XIXe siècles) [à Sansa], dans G. Wursteinsen et al., L'architecture traditionnelle sur la soulane du haut Conflent, revue Conflent, 1984, Nos 131-132, 98 p., pp. 70-75.
- La construction à poteaux fourchus : une technique attestée en Europe de la préhistoire à nos jours, dans Attualità del primitivo e del tradizionale in architettura, Actes du colloque international de Prato des 8-9 janvier 1988 sur « Le ragioni dell'abitare », Quaderni di studio sulle tipologie e sulla architettura delle origine, Università degli studi di Firenze, 1989, pp. 69-92.
- Ferme de charpente dissymétrique de comble à surcroît, rue Casimir Davaine à Saint-Amand-les-Eaux [Nord], Pays de Pévèle, No 32, 1992, pp. 37-43.
- (en) The Dry Stone Huts of France, Stonechat, No. 21, Summer 2010, Dry Stone Walling Association, pp. 1-3.
- (en) Les cabanes, aka “Village des Bories”, at Gordes, Vaucluse, Stonechat, No. 22, Autumn 2010, Dry Stone Walling Association, pp. 5-7.
- (ca) Prologue en catalan de La pedra seca. Evolució, arquitectura i restauració, ouvrage paru en 2010 chez BRAU edicions à Figueres, Catalogne, Espagne.
- (es) Refent una cobertura de Lloses a l’albenque (Lot – Migdia Pirineus – França), Text : Christian Lassure, Fotos : Dominique Repérant i Daniel Pasquier, dans Pedra seca, Revista d’informació i divulgació de la pedra en sec, Arqueologia agricola i ramadera, Num. 26, abril 2013, p. 18.
- L'invention de bòri (borie) en tant que cabane en pierre sèche, Les Carnets du Ventoux, No 110, hiver 2021, pp. 75-79.